# Knut Gillis Bildt
Knut Gillis Bildt (i riksdagen kallad Bildt i Stockholm), född 13 juli 1854 i Klara församling, Stockholm, död 13 oktober 1927 i Oscars församling, Stockholm, var en svensk general, diplomat och politiker.

## Biografi
Knut Gillis Bildt var son till statsministern friherre Gillis Bildt och Rosa Bildt, född Dufva. Den militära karriären gav, liksom för fadern, ovanligt snabba framgångar. Han blev underlöjtnant vid Livregementets dragoner 1871, löjtnant 1875, var verksam vid Generalstabsakademien i Berlin 1875–1878 samt kapten i Generalstaben 1883. År 1890 blev Bildt ryttmästare vid livregementets dragoner och blev major vid generalstaben 1891. 1893 blev Bildt överstelöjtnant vid Smålands husarregemente och utnämndes till överste och chef för regementet 1896. Bildt var 1899 tillförordnad chef för Generalstaben. 1902–1904 var Bildt sekundchef för Livregementets dragoner innan han år 1904 blev generalmajor och generalintendent. År 1905 utnämndes Bildt till chef för generalstaben och befordrades 1910 till generallöjtnant. Han fick generals avsked år 1919.
Han var riksdagsledamot i första kammaren 1900–1908 för Norrbottens läns valkrets och blev, också i likhet med fadern, redan vid sin första riksdag insatt i statsutskottet.
Bildt blev ledamot av Krigsvetenskapsakademien 1891 och hedersledamot av Örlogsmannasällskapet 1907.

### Familj
Bildt gifte sig 1883 med friherrinnan Hélène Åkerhielm af Blombacka, dotter till kaptenen friherre Oscar Åkerhielm och friherrinna Fredrique Åkerhielm. I äktenskapet föddes överste Nils Bildt, som blev farfar till Carl Bildt, Sveriges statsminister 1991–1994. Makarna Bildt är begravda på Solna kyrkogård.

## Utmärkelser

### Svenska utmärkelser
- Riddare och kommendör av Kungl. Maj:ts orden (Serafimerorden), 11 juli 1919.[6]
- Konung Oscar II:s jubileumsminnestecken, 1897.[6]
- Kronprins Gustafs och Kronprinsessan Victorias silverbröllopsmedalj, 1906.[6]
- Kommendör med stora korset av Svärdsorden, 6 juni 1911.[7]
- Kommendör av första klassen av Svärdsorden, 1 december 1903.[8]
- Kommendör av andra klassen av Svärdsorden, 1 december 1900.[9]
- Riddare av första klassen av Svärdsorden, 1891.[10]
- Kommendör av första klassen av Nordstjärneorden, 28 april 1908.[11]

### Utländska utmärkelser
- Storkorset av Badiska Zähringer Löwenorden, 1908.[12][13]
- Kommendör av andra klassen av Badiska Zähringer Löwenorden, tidigast 1894 och senast 1901.[14][15]
- Riddare av första klassen av Badiska Zähringer Löwenorden, tidigast 1881 och senast 1888.[16][17]
- Storkorset av Danska Dannebrogorden, 1908.[12][13]
- Riddare av Danska Dannebrogorden, tidigast 1890 och senast 1894.[14][18]
- Riddare av första klassen av Preussiska Kronorden, 1908.[12][13]
- Storkorset med gyllene stjärna av Sachsiska Albrektsorden, tidigast 1910 och senast 1915.[19][20]
- Riddare av första klassen av Sachsiska Albrektsorden, tidigast 1888 och senast 1890.[17][18]
- Riddare av andra klassen av Ryska Sankt Annas orden, tidigast 1894 och senast 1901.[14][15]
- Riddare av tredje klassen av Preussiska Röda örns orden, tidigast 1888 och senast 1890.[17][18]
- Riddare av fjärde klassen av Preussiska Röda örns orden, senast 1877.[21]
- Riddare av första klassen av Sachsen-Weimarska Vita falkens orden, tidigast 1877 och senast 1881.[16][21]